# Somiedo
Somiedo (em castelhano) ou Somiedu (em asturiano) é um concelho (município) da Espanha na província e Principado das Astúrias. Tem 291,38 km² de área e em 2019 tinha 1 153 habitantes (densidade: 4 hab./km²).

## Demografia
| Variação demográfica do município entre 1991 e 2004 | Variação demográfica do município entre 1991 e 2004 | Variação demográfica do município entre 1991 e 2004 | Variação demográfica do município entre 1991 e 2004 |
| --------------------------------------------------- | --------------------------------------------------- | --------------------------------------------------- | --------------------------------------------------- |
| 1991                                                | 1996                                                | 2001                                                | 2004                                                |
| 1793                                                | 1664                                                | 1565                                                | 1527                                                |